# Bataillon Abraham Lincoln
Le bataillon Abraham Lincoln (en espagnol Batallón Abraham Lincoln) est une unité de la XVe puis de la XIe brigade internationale , au cours de la guerre civile espagnole.
Au total, entre 1937 et 1938, près de 2 500 Américains se sont joints à ce bataillon.

## Historique
A l'inverse de la majorité des Brigades internationales dont le quartier général se trouve à Albacete, les volontaires américains s'installent dès 1936 à Figueras, même si leur entraînement à lieu à Albacete et qu'ils établissement le cantonnement à Tarazona de la Mancha et Villanueva de la Jara. Les premiers commandants du bataillon sont Robert Hale Merriman puis Oliver Law, et il apparait que leurs compétences militaires sont alors assez médiocres. C'est avec la nomination de Steve Nelson (activiste) (es) au commandement que la situation de l'unité se redresse. Le baptême du feu du bataillon Abraham Lincoln a lieu en février 1937, alors qu'il compte 450 soldats. Il participe ensuite à la bataille de Jarama, durant laquelle il a pour mission de défendre les lignes de communication entre Valence et Madrid. Il est ensuite présent pour les batailles successives de Brunete, de Belchite, puis de Teruel. 
Si en Espagne le bataillon n'était pas forcément plus apprécié que les autres Brigades internationales, il est devenu un symbole de lutte contre l'oppression fasciste aux États-Unis, et a été détourné pour faire campagne en faveur de la participation du pays à la Seconde Guerre mondiale. Durant cette dernière, de nombreux anciens membres de l'unité ont combattu, à l'instar d'Edward A. Carter Jr. (en), décoré de la Medal of Honor. Néanmoins, certains les ont pointés du doigt en les accusant d'être proche de l'Union soviétique, et ils ont été placés sous surveillance au cours du Maccarthysme. Les anciens membres du bataillon ont souvent gardé le contact, en organisant des rencontres et des commémorations.

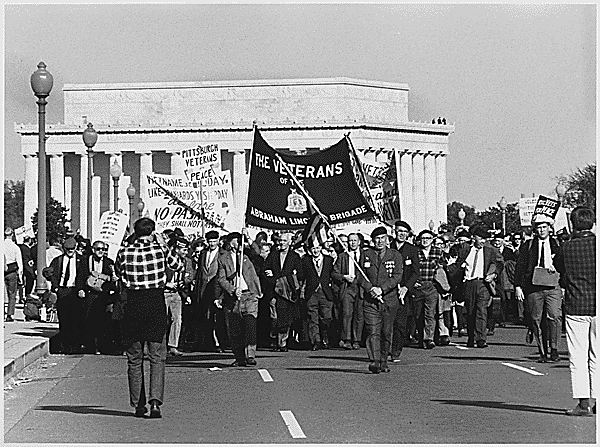
Des vétérans du bataillon manifestant contre la guerre du Vietnam